# Hafen Kelheim/Saal
Der Hafen Kelheim/Saal ist ein Frachthafen im Landkreis Kelheim an der Donau.
Der Hafen Kelheim/Saal  liegt bei Donau-Kilometer 2411 rechts und besteht aus einem parallel zur Donau angelegten Hafenbecken in Ost-West-Ausrichtung mit 675 m Länge und einem 120 m Wendebecken im Einfahrtsbereich. Er wird vom Zweckverband Häfen im Landkreis Kelheim betrieben. Entlang der Umschlagufer haben sich transportintensive Unternehmen angesiedelt. Die Umschlaguferlänge der Kais zusammen beträgt etwa 1200 m. Dort stehen fünf Hafenkräne zur Verfügung. Der Hafen ist über den Bahnhof Saal der Bahnstrecke Regensburg–Ingolstadt an das Gleisnetz der Deutschen Bahn angeschlossen. Es existieren RoRo-Rampen zur Pkw-Schiffverladung und Pkw-Bahnverladung. Am Nordkai steht für den Umschlag von Schwer- und Sperrgütern eine Schwerlastplatte in den Abmessungen 60 m × 20 m als Schwergutumschlagsplatz zur Verfügung.
Im Jahr 2013 hatte der Hafen Kelheim mit 401.879 t t Schiffsgüterverkehr einen Anteil von 5,19 % des Schiffsgüterverkehrs in Bayern, der 2013 bei insgesamt 7.742.816 t lag.

## Geschichte
Der Hafen Kelheim wurde im Oktober 1978 errichtet. In dieser ersten Ausbaustufe gab es einen Kai mit 200 m Umschlaguferlänge. In der zweiten Ausbaustufe wurde auf 750 m Länge der Kais erweitert. Die Erweiterung auf die aktuelle Struktur wurde mit der 2008 beendeten dritten Ausbaustufe durchgeführt.
Im Jahr 2013 hatte der Hafen Kelheim mit 401.879 t Schiffsgüterverkehr einen Anteil von 5,19 % des Schiffsgüterverkehrs in Bayern, der 2013 bei insgesamt 7.742.816 t lag.

### Entwicklung des Schiffsgüterumschlags im Hafen Kelheim
in tausend Tonnen
| Jahr | Schiff |
| ---- | ------ |
| 2002 | 675    |
| 2003 | 628    |
| 2004 | 648    |
| 2005 | 651    |
| 2006 | 683    |
| 2007 | 657    |
| 2008 | 619    |
| 2009 | 446    |
| 2010 | 519    |
| 2011 | 451    |
| 2012 | 459    |
| 2013 | 402    |
| 2016 | 352    |
| 2017 | 348    |

### Schiffsgüterverkehr nach Güterabteilung 2012

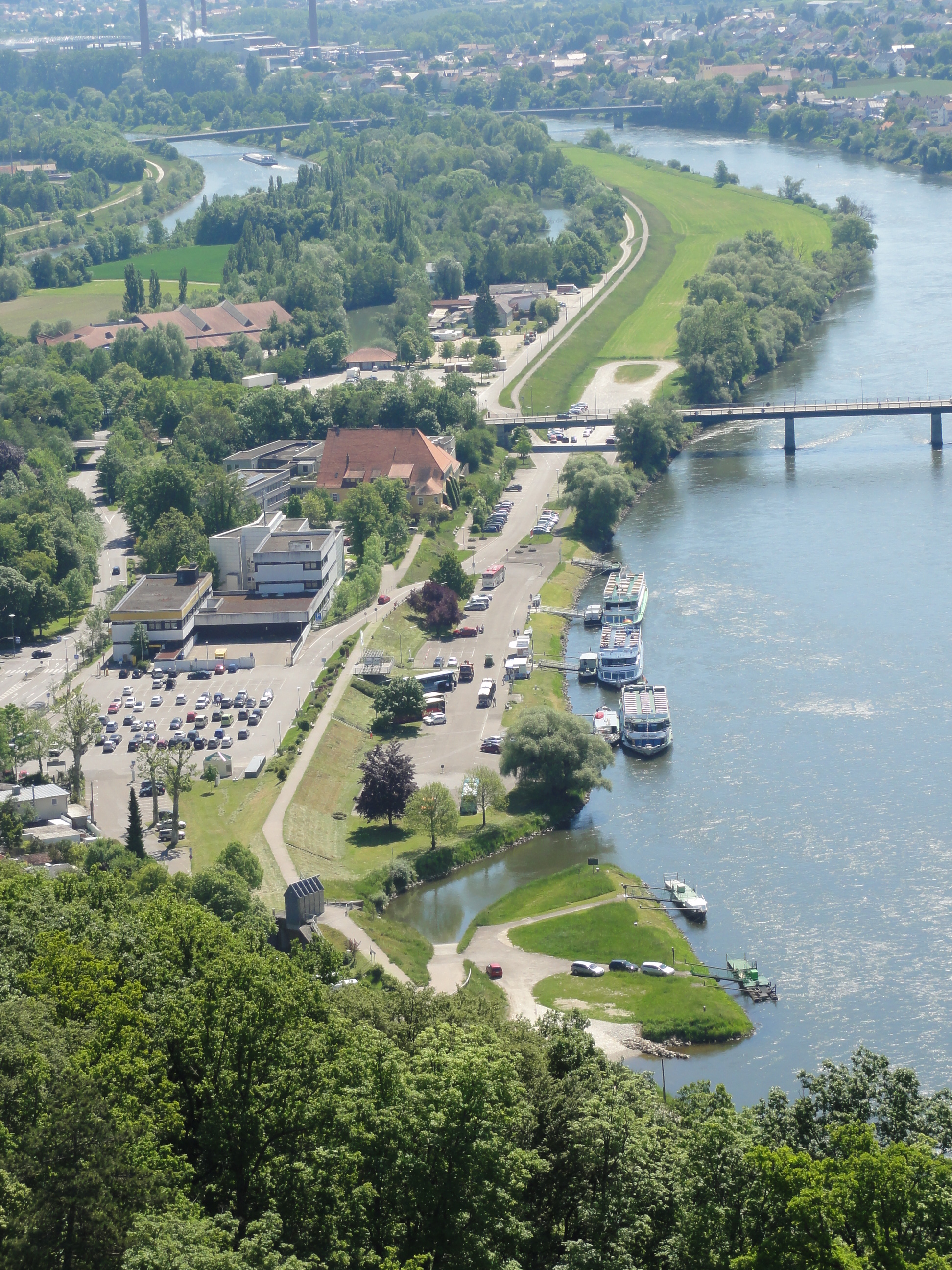
Anlegestelle Personenschifffahrt

| Hauptgüterart | Güter                                           | Empfang   | Versand   | Gesamt    | Anteil |
| ------------- | ----------------------------------------------- | --------- | --------- | --------- | ------ |
| 01            | Landwirtschaftliche und verwandte Erzeugnisse   | 3.331 t   | 103.395 t | 106.726 t | 23,3 % |
| 03            | Erze, Steine und Erden                          | 90.550 t  | 5.644 t   | 96.194 t  | 21,0 % |
| 04            | Nahrungs- und Genussmittel                      | 11.665 t  | 8.671 t   | 20.336 t  | 4,4 %  |
| 06            | Holzwaren, Papier, Pappe, Druckerzeugnisse      | 25.255 t  |           | 25.255 t  | 5,5 %  |
| 07            | Kokerei und Mineralölerzeugnisse                | 17.842 t  | 677 t     | 18.519 t  | 4,0 %  |
| 08            | Chemische Erzeugnisse                           | 143.485 t | 2.515 t   | 146.000 t | 31,8 % |
| 09            | Sonstige Mineralerzeugnisse (Glas, Zement etc.) | 1.149 t   |           | 1.149 t   | 0,3 %  |
| 10            | Metalle u. Metallerzeugnisse                    | 26.653 t  | 466 t     | 27.119 t  | 5,9 %  |
| 12            | Fahrzeuge                                       | 16.535 t  | 733 t     | 17.268 t  | 3,8 %  |
| insgesamt     |                                                 | 336.465 t | 122.101 t | 458.566 t | 100 %  |

## Lände Riedenburg/Haidhof
Der Zweckverband Häfen im Landkreis Kelheim betreibt am Main-Donau-Kanal auch noch die Lände Riedenburg/Haidhof bei MDK km 149,70. Hier gibt es einen Kai mit 180 m Länge.

## Freizeit- und Personenschifffahrt
Für die Ausflugs- und Personenschifffahrt besteht eine eigene Lände bei Donaukilometer 2414,5 links mit Busparkplätzen und ÖPNV-Anbindung. Für Kleinfahrzeuge gibt es einen Sportboothafen bei Donaukilometer 2410,2 rechts.

## Umwelt
Im Frühjahr 2016 wurde bei Ahornbäumen ein Befall durch den Asiatischen Laubholzbockkäfer festgestellt. Am 11. April wurden 21 Bäume gefällt und entsorgt. Weitere Fällungen im Umkreis der Fundstelle sollen noch erfolgen.